# سیم‌ارت
سیم‌ارت (به انگلیسی: SimEarth) یک بازی رایانه‌ای منتشر شده توسط شرکت ماکسیس است. این بازی در تاریخ ۱۹۹۰ عرضه شده و سازنده آن ماکسیس و طراح آن ویل رایت است.